# Meir Daloya
Meir Daloya, né le 7 décembre 1956, est un haltérophile israélien.
Il participe à l'épreuve d'haltérophilie aux Jeux olympiques d'été de 1984 à Los Angeles où il termine neuvième dans la catégorie des moins de 52 kg. Meir Daloya compte également sept participations à des championnats du monde.

## Palmarès
- Jeux olympiques
  - 9e en -52 kg (1984)

- Championnats du monde
  - 13e en -52 kg (1978)
  - 11e en -52 kg (1979)
  - 8e en -52 kg (1981)
  - 11e en -52 kg (1982)
  - 11e en -52 kg (1983)
  - 9e en -52 kg (1984)
  - 12e en -52 kg (1985)

- Championnats d'Europe
  - 5e en -52 kg (1981)
  - 6e en -52 kg (1982)
  - 5e en -52 kg (1983)

- Championnats d'Asie
  - 6e en -56 kg (1987)